# Zazao
Le zazao est une des langues de Nouvelle-Irlande, parlée par une dizaine de locuteurs en 1999, à considérer comme moribonde. Elle est parlée à Central Isabel, dans le village de Kilokaka.